# Roman Slobodjan
Roman Slobodjan (nascut l'1 de gener de 1975), és un jugador d'escacs alemany, que té el títol de Gran Mestre des de 1996.
A la llista d'Elo de la FIDE del novembre de 2020, hi tenia un Elo de 2457 punts, cosa que en feia el jugador número 72 (en actiu) d'Alemanya. El seu màxim Elo va ser de 2575 punts, a la llista de juliol de 1998 (posició 131 al rànquing mundial).

## Resultats destacats en competició
Slobodjan va començar a destacar en edat juvenil. El 1991 quedà 3r al Campionat d'Alemanya sub-20, i fou en dues ocasions campió sub-20 d'Alemanya, els anys 1992 a Augsburg i 1994 a Herborn. Va guanyar l'edició de 1995 del Campionat del món d'escacs júnior (sub-20) a Halle (Saxònia-Anhalt).
El 1996 obtingué el títol de GM, i feu la seva primera participació en la Copa del Món; el mateix any, fou subcampió al Campionat absolut d'Alemanya. El 1998 quedà empatat al segon lloc a l'Obert d'escacs de Cappelle-la-Grande (el campió fou Ígor Glek). També el 1998 guanyà a Lippstadt (un torneig de Categoria XII) i a Arco (Itàlia). El 2000 guanyà a Berlín (Categoria XI), i a Leutersdorf. També el 2000 va empatar als llocs 2n-6è amb Guiorgui Bagatúrov, Ventzislav Inkiov, Leonid Gofshtein i Stefan Djuric al Festival d'Escacs d'Arco (el campió fou Vladímir Tukmàkov).
El 2004 fou primer a l'Havana.